# 劉翹
刘翹（4世纪—372年），字显宗。宋武帝刘裕之父。仕东晋为郡功曹。晉简文帝咸安年間卒，葬丹徒（今江苏镇江丹徒镇），后称兴宁陵。永初元年（420年）六月，为宋武帝刘裕追尊为孝皇帝，配享宗廟。
孝皇帝登歌：惟天有命，眷求上哲。赫矣圣武，抚运桓拨。功并敷土，道均汝坟。止戈曰武，经纬称文。鸟龙失纪，云火代名。受终改物，作我宋京。至道惟王，大业有劭。降德兆民，升歌清庙。

## 家庭

### 先祖

#### 五世祖
刘膺，官至西晋北平太守。北平府君登歌：乃立清庙，清庙肃肃。乃备礼容，礼容穆穆。显允皇祖，昭是嗣服。锡兹繁祉，聿怀多福。

#### 高祖父
刘熙，官至相国掾。相国掾府君登歌：四县既序，箫管既举。堂献六瑚，庭舞八羽。先王有典，克禋皇祖。丕显洪烈，永介休祜。

#### 曾祖父
刘旭孙，官至开封縣令。有二子：刘混、刘淳，刘淳生海西令刘岩，刘岩生彭城内史刘涓子，刘涓子生刘遵考。刘遵考的从弟刘思考，刘思考之子劉季連。开封府君登歌：钟鼓喤喤，威仪将将。温恭礼乐，敬享曾皇。迈德垂仁，系轨重光。天命纯嘏，惠我无疆。

#### 祖父
刘混，过长江，居晋陵郡丹徒县京口里，官至武原令。武原府君登歌：铄矣皇祖，帝度其心。永言配命，播兹徽音。思我茂猷，如玉如金。骏奔在陛，是鉴是歆。

#### 父亲
刘靖，官至东安太守。东安府君登歌：烝哉孝皇，齐圣广渊。发祥诞庆，景胙自天。德敷金石，道被管弦。有命既集，徽风永宣。

### 兄弟姐妹
- 刘氏，嫁傅某，生刘宋青州刺史傅弘仁

### 妃
- 孝穆皇后趙安宗，生劉裕
- 孝懿皇后蕭文壽，生劉道邻、劉道規

### 儿子
- 劉裕，南朝宋開國皇帝，即宋武帝
- 劉道邻，被封長沙王，諡號景
- 劉道規，被封臨川王，諡號烈武